# Stoddard (Nou Hampshire)
Stoddard és una població dels Estats Units a l'estat de Nou Hampshire. Segons el cens del 2000 tenia 928 habitants.

## Demografia
Segons el cens del 2000, Stoddard tenia 928 habitants, 400 habitatges, i 268 famílies. La densitat de població era de 7 habitants per km².
Dels 400 habitatges en un 22,8% hi vivien nens de menys de 18 anys, en un 58,5% hi vivien parelles casades, en un 4,3% dones solteres, i en un 33% no eren unitats familiars. En el 25,3% dels habitatges hi vivien persones soles el 9,3% de les quals corresponia a persones de 65 anys o més que vivien soles. El nombre mitjà de persones vivint en cada habitatge era de 2,32 i el nombre mitjà de persones que vivien en cada família era de 2,76.
Per edats la població es repartia de la següent manera: un 20,2% tenia menys de 18 anys, un 4,6% entre 18 i 24, un 29,5% entre 25 i 44, un 30,6% de 45 a 60 i un 15,1% 65 anys o més.
L'edat mediana era de 43 anys. Per cada 100 dones de 18 o més anys hi havia 102,5 homes.
La renda mediana per habitatge era de 37.639$ i la renda mediana per família de 48.125$. Els homes tenien una renda mediana de 31.343$ mentre que les dones 25.227$. La renda per capita de la població era de 19.617$. Entorn del 5,3% de les famílies i el 8,6% de la població estaven per davall del llindar de pobresa.